# Валерий Воронин
Валерий Воронин (на руски: Валерий Воронин) е съветски футболист. Майстор на спорта на СССР (1960). Заслужил майстор на спорта (1966).

## Кариера
Валерий Воронин е роден в Москва на 17 юли 1939 г. Той започва да играе футбол в детския отбор на фабриката „Каучук“ през 1952 г. След това, Воронин се премества в прочутата футболна школа на ФШМ, от която са излезли много известни играчи като Игор Численко и Владимир Федотов. През 1958 г. Воронин се присъединява към Торпедо Москва. Спечелва шампионата 2 пъти и е съветски футболист на годината през 1964 и 1965 г. Между 1960 и 1968 г. Воронин печели 63 мача и вкарва 5 гола за националния отбор на СССР и представлява страната на световните първенства през 1962 и 1966 г. Воронин е смятан за индивидуалист, който понякога се противопоставя на останалите от националния си отбор. През лятото на 1968 г. той е замесен в тежка автомобилна катастрофа, от която се възстановява физически, но остава психологически белязан. Той става алкохолик и през май 1984 г. е намерен убит. Разследването никога не установява неговият убиец.

## Отличия

### Отборни
Торпедо Москва
- Съветска Висша лига: 1960, 1965
- Купа на СССР по футбол: 1960